# Jaroslav Klecan
Jaroslav Klecan (známý i jako Mirek nebo Profesor odboje, 2. března 1914 Zadní Zborovice – 8. září 1943 věznice Plötzensee) byl komunistický odbojář z období druhé světové války popravený nacisty. Jeho osudy za války kontroverzně popsal Julius Fučík ve své knize Reportáž psaná na oprátce.

## Život

### Mládí a španělská občanská válka
Jaroslav Klecan ze zemědělské rodiny. Záhy vstoupil do Komsomolu a poté do Komunistické strany Československa, kde působil jako stranický funkcionář. Na doporučení Rudofa Vetišky odjel v roce 1937 do Španělska. Bojoval v řadách interbrigád jako příslušník československého Masarykova praporu. Získal zde vyznamenání za statečnost při útoku na nepřítele. V období od ledna 1939 do května 1941 byl uvězněn ve francouzských sběrných táborech Gurs a Vernet. Francie posuzovala interbrigadisty jako nebezpečné radikály.

### Protinacistický odboj
Na jaře 1941 přešel do německého Espenheimu a ještě v témže roce překročil hranice do Protektorátu Čechy a Morava, kde se zapojil do komunistického odboje pod krycím jménem Mirek. Spolupracoval s Juliem Fučíkem, který mu obstaral falešné doklady na jméno Vojtěch Horák a kterému pomáhal s organizováním Národního revolučního výboru inteligence. Během svého odbojového působení se sblížil s budoucí herečkou Lídou Plachou, která posléze dělala oběma mužům spojku mj. s Janem Zikou.
Dne 24. dubna 1942 byl zatčen gestapem společně s Juliem Fučíkem, Rivou a Pavlem Friedovými a dalšími během schůzky v bytě manželů Jelínkových na pražské Pankráci. Klecan i Fučík byli podrobeni brutálním výslechům. Dne 25. srpna 1943 byl Jaroslav Klecan lidovým soudem za přípravu k vlastizradě a napomáhání nepříteli odsouzen k trestu smrti a 8. září téhož roku oběšen v berlínské věznici Plötzensee. Ve stejné dny byl odsouzen a popraven také Julius Fučík, Lída Plachá se dožila konce války v koncentračním táboře Ravensbrück.

### Památník
Jméno Jaroslava Klecana s jeho fotografií je zmíněno na památníku v Zadních Zborovicích, který připomíná místní rodáky padlé v obou světových válkách.

## Historické bádání
Julius Fučík byl v komunistickém Československu hrdina. Ve svém díle spoluvězně Jaroslava Klecana popsal jako zrádce, jehož jméno se v padesátých letech 20. století objevovalo i v politických procesech. Až v šedesátých letech 20. století byl rehabilitován a in memoriam vyznamenán. Podle historika Davida Majtenyie nelze opomenout, že literární text Julia Fučíka byl psán subjektivním pohledem. Proto při „hledání pravdy“ je třeba hledat a porovnávat další historické prameny, například protokoly výslechů. Mezi další zdroj, kterým lze přiblížit osobnost Jaroslava Klecana patří mimo jiné jeho dopisy adresované jeho španělské přítelkyni, které psal z francouzských koncentračních táborů. Spisovatel Marek Toman například zjistil, že Jaroslav Klecan měl tetu ve Spojených státech amerických a mohl za ní odjet. I příbuzní v Čechách mu nabídli úkryt. Přesto se vrátil z Francie přes Německo do protektorátu a zapojil se do odboje. Na základě jejich výzkumu vyšla v roce 2021 biografie Zrádce, hrdina, spisovatel? Jaroslav Klecan z Reportáže, psané na oprátce.

## Jaroslav Klecan v kultuře
- Ve filmu Reportáž psaná na oprátce z roku 1961 ztvárnil roli Jaroslava Klecana (Mirka) herec Luděk Munzar.[10]

## Galerie

Jaroslav Klecan
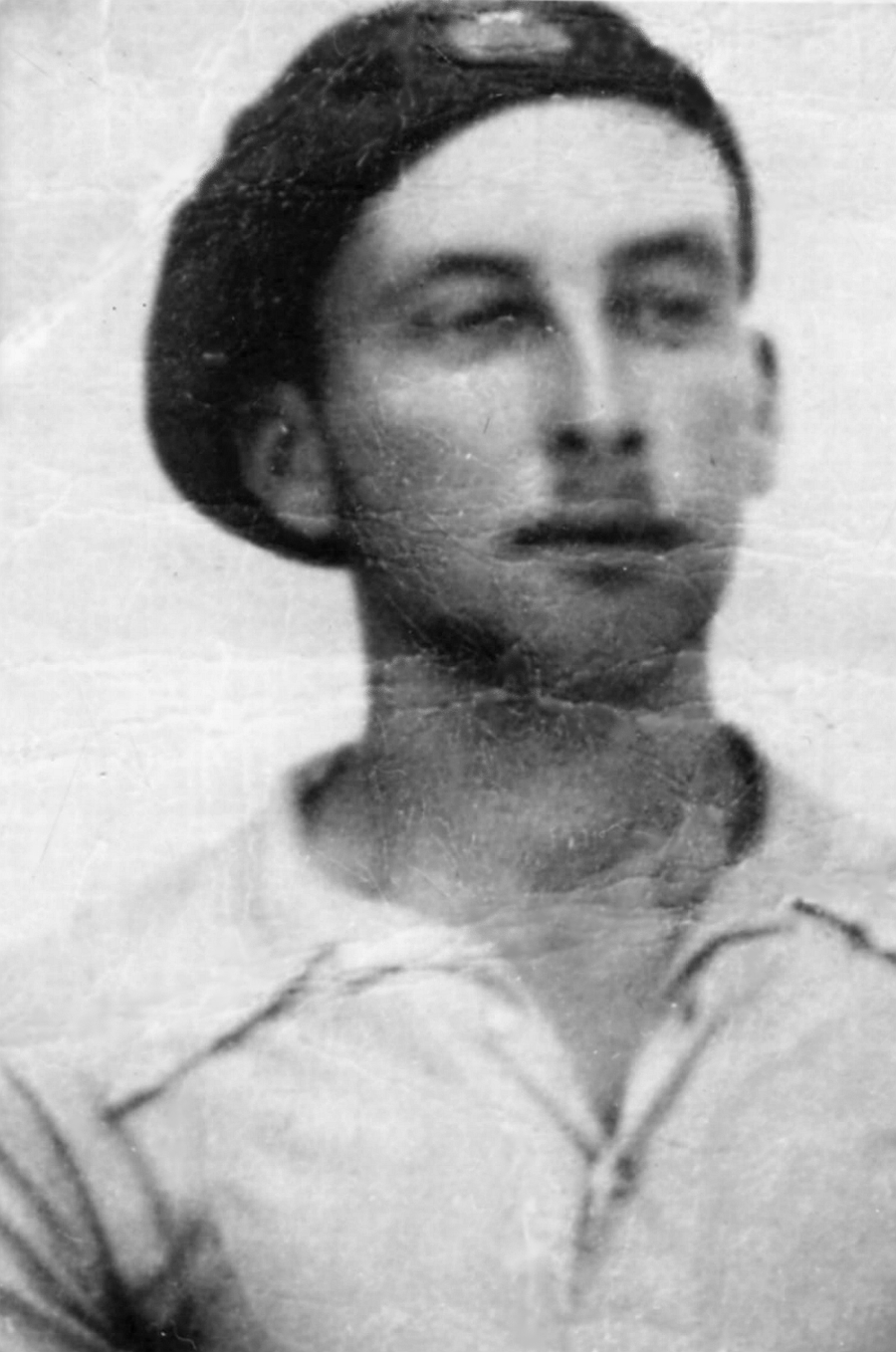
Ve Španělsku jako interbrigadista
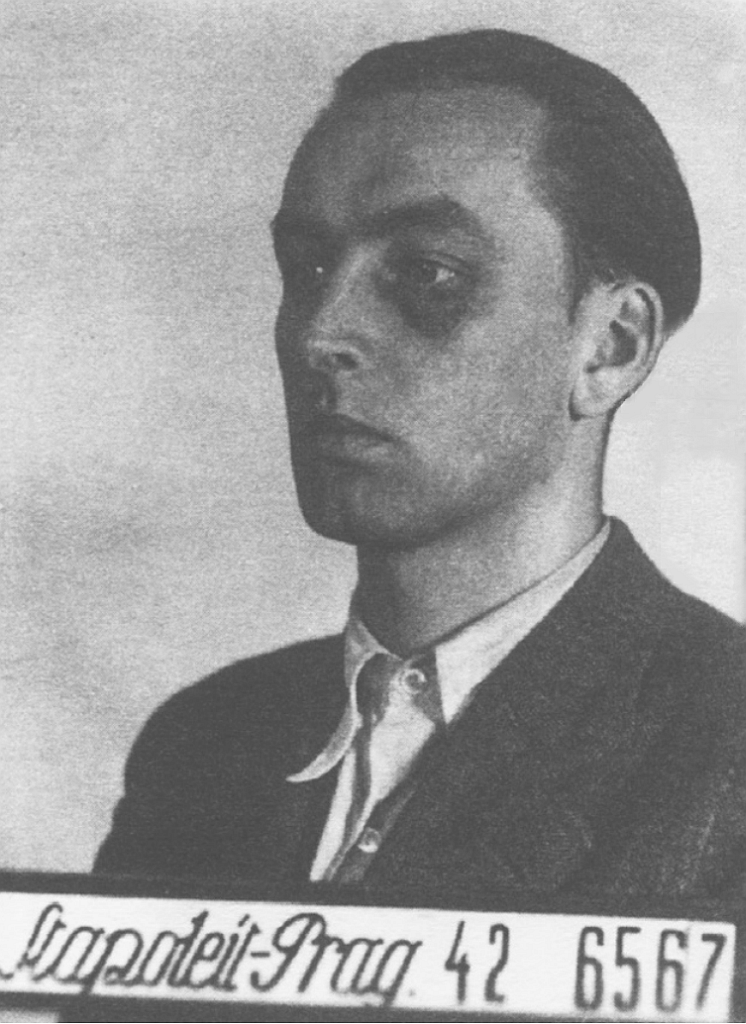
Krátce po zatčení v roce 1942 v Praze na Pankráci